# Franciscaines missionnaires de Marie Auxiliatrice
Ne doit pas être confondu avec Franciscaines missionnaires de Marie.
Les Franciscaines missionnaires de Marie Auxiliatrice  (en latin : Sorores Franciscanae Missionariae Mariae Auxiliatricis)  sont une congrégation religieuse féminine enseignante et hospitalière de droit pontifical.

## Historique
Le 19 juin 1888 un groupe de sept capucines suisses dirigées par Marie Bernarde Bütler (1848 - 1924) quittent le couvent de Maria Hilf à Altstätten et partent pour l'Équateur où elles se mettent à la disposition de Mgr Schumacher, évêque lazariste du diocèse de Portoviejo. Les sœurs établissent leur siège à Chone où elles collaborent à l'apostolat missionnaire mais en 1895 elles sont forcés de déménager en Colombie.
Spécialisées dans l'activité missionnaire, les sœurs deviennent indépendantes et fondent un nouveau noviciat à Gaißau. La congrégation est agrégée aux Frères mineurs capucins le 26 juin 1905.
Leurs constitutions sont approuvées le 12 janvier 1912 par Mgr Pietro Adamo Brioschi, archevêque du diocèse de Carthagène des Indes et par le Saint-Siège le 30 avril 1929, l'institut est définitivement approuvé le 5 juillet 1938.

## Activités et diffusion
Les sœurs se consacrent aux personnes âgées et aux malades et à l'éducation de la jeunesse.
Elles sont présentes en :
- Europe : Autriche, Suisse.
- Amérique : Bolivie, Brésil, Colombie, Cuba, Équateur, Pérou, Venezuela.
- Afrique : Mali, Tchad.

La maison généralice est à Bogota.
En 2017, la congrégation comptait 642 sœurs dans 110 maisons.